# Fortunato Libanori
Fortunato Libanori (Milán, 14 de junio de 1934 - Milán, 11 de julio de 2006) fue un piloto de motociclismo y de motonáutica italiano.

## Biografía
Libanori comenzó a interesarse por la mecánica a una edad muy temprana, demostrando también fuertes habilidades técnicas y de conducción, pero las modestas condiciones económicas de la familia ciertamente no le permitieron empezar una carrera como piloto. Sin embargo, gracias a sus habilidades mecánicas, durante la primera mitad de los 50 fue contratado en MV Agusta, donde sus habilidades de pilotaje sorprendieron de inmediato y fue contratado como piloto de pruebas y como piloto en carreras menores. De esta manera, compitió en el Mundial de 1956 y 1957 en las categorías de 125 y 250cc.
Poco después de su participación en el Campeonato del Mundo, Libanori continuó siendo piloto de pruebas tanto en el departamento de carreras como en el departamento de producción, incluso participando ocasionalmente en algunas carreras de demostración, hasta que la empresa cerró.

### Motonáutica
Paralelamente a su trabajo de fábrica, Libanori prestó su asesoría técnica para la preparación de motores deportivos utilizados en diversas disciplinas del deporte del motor, incluida la lancha motora, muy practicada en esos años en el lago Varese y, sobre todo, en el Idroscalo.
Pudo así competir en el sector, iniciando casualmente una prestigiosa carrera deportiva que se desarrolló desde 1959 hasta 1970. Libanori tardó solo unos meses en dominar la técnica de conducción en el agua y ya desde la segunda temporada se convirtió en uno de los principales pilotos del campeonato nacional. En 1962 ganó el campeonato italiano y el campeonato europeo en la categoría "Racers 2500". Dos años después, volvió a obtener el título nacional en la categoría "Racers 2500" y en 1965 ganó dos títulos europeos en las categorías "Racers 2500" y "Runabout 2000" .
Su primer título mundial en la categoría "LZ 2500" fue en 1966, seguido de la temporada más discreta de 1967 y la triunfal de 1968, en la que gana los títulos nacionales, europeos y mundiales en la categoría LZ 2500. Su último título es el título europeo de 1969, nuevamente en la categoría "LZ 2500", y al año siguiente cierra su carrera deportiva, con un impresionante palmarés que incluye 3 títulos italianos, 5 títulos europeos y 2 títulos mundiales, con un total de 40 carreras ganadas.

## Resultados en el Campeonato del Mundo
Sistema de puntuación desde 1950 hasta 1968:
| Posición | 1.º | 2.º | 3.º | 4.º | 5.º | 6.º |
| Puntos   | 8   | 6   | 4   | 3   | 2   | 1   |

### Carreras por año
(Carreras en Negrita indica pole position, Carreras en cursiva indica vuelta rápida)
| Año  | Clase | Equipo    | 1       | 2       | 3       | 4     | 5     | 6       | Pts. | Pos. |
| ---- | ----- | --------- | ------- | ------- | ------- | ----- | ----- | ------- | ---- | ---- |
| 1956 | 125cc | MV Agusta | IOM -   | NED Ret | BEL 2   | GER 4 | ULS - | NAT -   | 9    | 5.º  |
| 1956 | 250cc | MV Agusta | IOM -   | NED -   | BEL Ret | GER - | ULS - | NAT Ret | 0    | -    |
| 1957 | 125cc | MV Agusta | GER Ret | IOM -   | NED 5   | BEL - | ULS - | NAT 4   | 5    | 8.º  |
| 1957 | 250cc | MV Agusta | GER -   | IOM -   | NED 4   | BEL - | ULS - | NAT -   | 3    | 15.º |